# Адмиралитетски колегијум (Шведска)
Адмиралитетски колегијум (швед. Amiralitetskollegiet) био је централни орган управљања ратном морнарицом Шведске у 17. и 18. вијеку.
Године 1617. основан је Адмиралитет којим је руководио риксадмирал Карл Јуленјелм. Адмиралитетски колегијум је 1634. добио колегијално устројство и био је трећи по важности колегијум. Задатак колегијума је био да управља ратном морнарицом Шведске и претреса морнаричка војна и економска питања.
У састав колегијума улазили су риксадмирал који је био њен предсједник, два члана риксрода (савјетодавног органа краља) и четири вицеадмирала.
Адмиралитетски колегијум је укинут 1791. када је умјесто њега основана Главна војно-поморска управа (швед. Generalsjömilitiekontoret).